# Константин I (митрополит Киевский)
Митрополит Константин I — митрополит Киевский (1155—1159).
Почитается в Русской церкви в лике святителей, память совершается 5 (18) июня.

## Биография
По происхождению был греком. 20 марта 1155 года Юрий Долгорукий стал великим князем Киевским, после этого события константинопольский патриарх был уве́домлен, что в Киеве готовы принять нового митрополита. Патриарх избрал и рукоположил в митрополиты на Киевскую кафедру Константина.
До отъезда на свою кафедру митрополит Константин оказался инициатором созыва Константинопольского собора 1156 года, на котором шли споры о евхаристии. Митрополит Константин прибыл в Киев уже к концу 1156 года и был принят великим князем Юрием и двумя епископами — Мануилом Смоленским и Косьмою Полоцким.

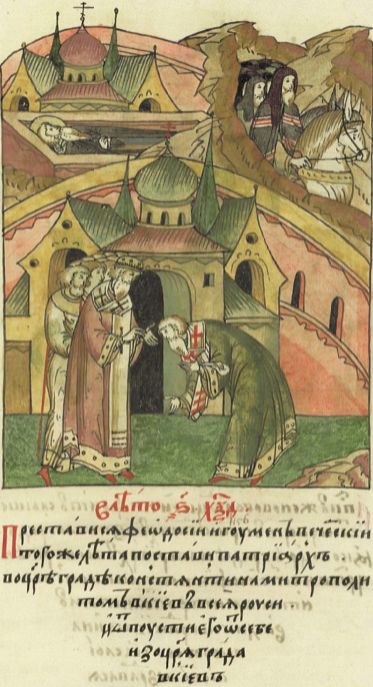
Константинопольский патриарх посвящает в митрополиты Киевские и всея Руси Константина I

Первым делом митрополит Константин низложил всех иерархов, поставленных Климентом Смолятичем — предшествующим митрополитом, который был самостоятельно поставлен переяславским князем Изяславом Мстиславичем (приглашённым киевлянами на великокняжеский престол) без ведома патриарха Константинопольского. 

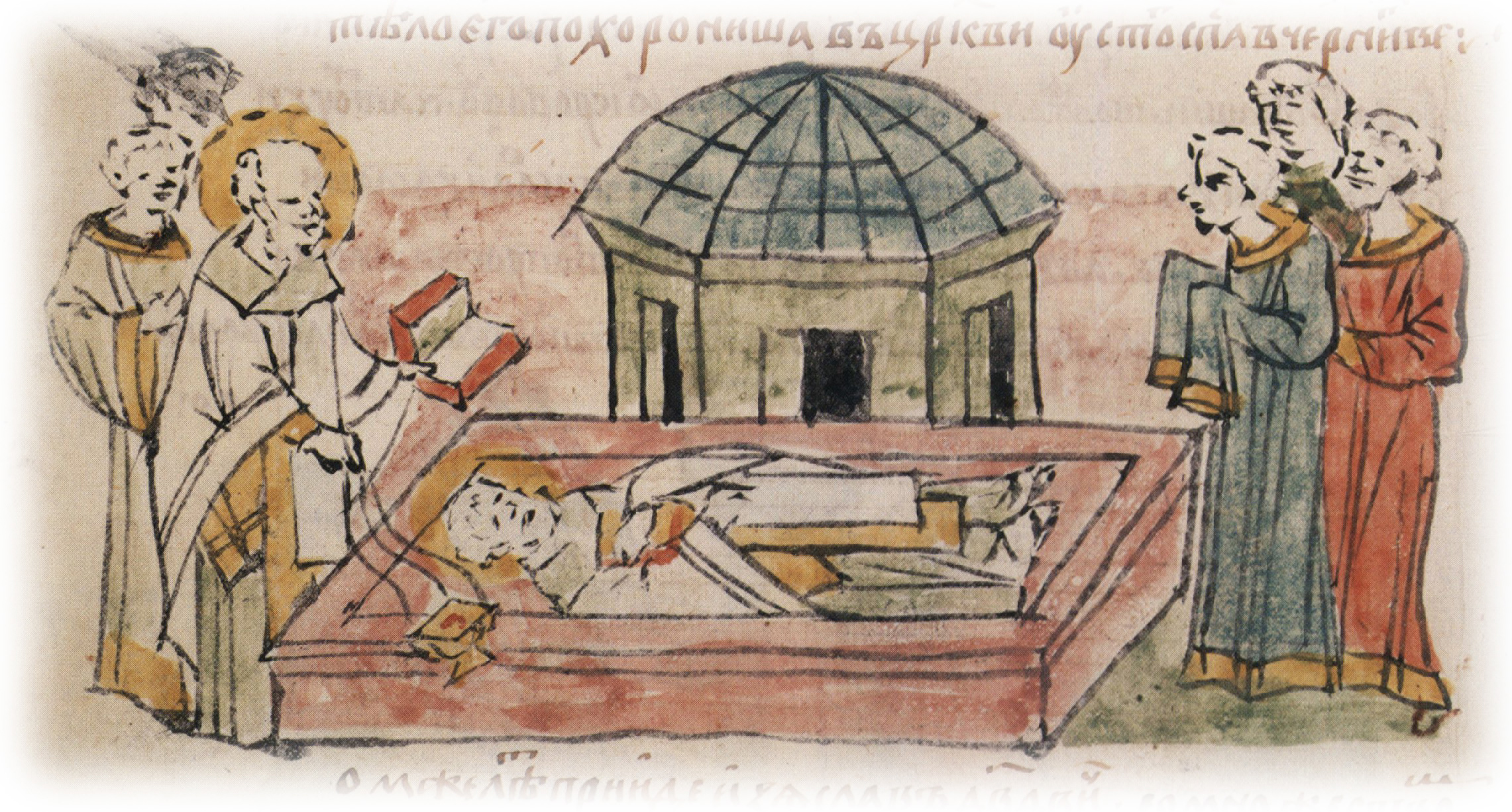
Погребение Константина I

Но вскоре Константин разрешил священнодействие священникам и диаконам, поставленным Климентом, приняв от них «рукописание на Клима» — вероятно, письменное обязательство, что они не будут повиноваться Клименту. Митрополит Константин предал анафеме умершего князя Изяслава. Служение Константина было непродолжительно. В 1157 году скончался Юрий Долгорукий, а его преемник, Изяслав Давидович, был изгнан из Киева сыновьями Изяслава Мстиславича. Далее начались разногласия между Ростиславом Смоленским и его племянниками, сыновьями Изяслава Мстиславича по поводу киевского митрополита. В результате было принято решение устранить от кафедры обоих прежних митрополитов, Климента и Константина, и просить у патриарха Константинопольского нового первосвятителя для Руси. Тем временем Константин при занятии Киева Мстиславом Изяславичем удалился в Чернигов к епископу Антонию, где вскоре скончался в 1159 году. Оставил перед смертью странное распоряжение — не хоронить тело, а выволочь на пустырь и оставить уличным собакам. Однако на следующий день его тело подобрали и похоронили с почестями.
Канонизирован.
Новый митрополит, за которым посылал Ростислав к патриарху Константинопольскому, по имени Феодор, прибыл в Киев в августе 1161 года.